# Hyppolit, a lakáj
A Hyppolit, a lakáj 1931-ben bemutatott fekete-fehér magyar filmvígjáték.
Az 1931 nyarán forgatott második magyar hangosfilm igazi nagy sztárokat vonultatott fel. A Németországból hazatért Székely István, a slágerzeneszerző Eisemann Mihály, a korszak legnagyobb operatőre Eiben István és a forgatókönyvíró Nóti Károly, valamint mellettük három legendás színész: Csortos Gyula, Kabos Gyula és Jávor Pál. A történet alapját Molière Az úrhatnám polgár című darabja adta.
Az eredetileg színpadra szánt művet 34 évvel a film bemutatója után Zágon István alkalmazta színpadra, írta át színművé. A színpadi változatot 1965. december 10-én mutatták be a Vidám Színpad Kis Színpadán, Zsudi József rendezésében Kazal Lászlóval (Schneider) és Kibédi Ervinnel (Hyppolit) a főszerepekben. A darab mai napig szerepel a színházak repertoárjain.
2000-ben beválasztották az Új Budapesti Tizenkettőbe, 2012-ben pedig bekerült a Magyar Művészeti Akadémia tagjai által kiválasztott legjobb 53 magyar alkotás közé.
Fenyvessy Éva (a filmben: Terka), bár Magyarországon nem futott be karriert, hosszú élet adatott meg neki, így megérte a film digitális restaurálását, és még láthatta a bemutatót. Nem sokkal utána hunyt el 2009-ben, 97 évesen.

## Cselekmény
|  | Alább a cselekmény részletei következnek! |

Schneider Mátyás fuvarozó egyik napról a másikra anyagilag sikeres lesz, gazdagságát azonban megkeseríti, hogy felesége otthon is nagypolgári életet akar élni, ezért egy korábban grófnál szolgált lakájt szerződtet, ezért férjének is „előkelően” kellene viselkednie.
Benedek mérnök inkognitóban tevékenykedik a szállítmányozásnál, hogy Schneider lánya, Terka közelében lehessen. Terkát azonban egy jó családból származó férfihoz, Makács úrhoz akarja hozzáadni az úrhatnám mama. Az arisztokrata családoknál szolgáló lakáj bevezetése újgazdagék háztartásába számos félreértésre és nevettető helyzetre ad alkalmat. 
|  | Itt a vége a cselekmény részletezésének! |

## Szereplők
| Színész                 | Szerep                          |
| ----------------------- | ------------------------------- |
| Csortos Gyula           | Hyppolit, a lakáj               |
| Kabos Gyula             | Schneider Mátyás vállalkozó     |
| Haraszti Mici           | Schneiderné, Mátyás felesége    |
| Fenyvessy Éva           | Terka, Schneiderék lánya        |
| Jávor Pál               | Benedek István mérnök           |
| Gózon Gyula             | Makács                          |
| Góth Sándor             | Makács főtanácsos               |
| Szenes Ernő             | Tóbiás, kocsis                  |
| Simon Marcsa            | Julcsa, mindenes                |
| Erdélyi Mici            | Mimi, táncosnő                  |
| Zátony Kálmán           | másodkomornyik                  |
| Rehberger Elek          | szakács                         |
| Bársony István          | Weimann, Schneider barátja      |
| Gárdonyi Lajos          | Zechmeister, Schneider barátja  |
| Herczeg Jenő            | Kertész, Schneider barátja      |
| Sárossy Andor           | Bruchmeister, Schneider barátja |
| Pázmán Ferenc           | Schneider barátja               |
| Horváthy Elvira         | tornatanárnő                    |
| Makláry Zoltán          | cselédközvetítő                 |
| Dózsa István            | sofőr                           |
| Fekete Pál              | bárénekes                       |
| Szigeti Jenő            | férfi a vendéglőben             |
| László Imre             | kocsmáros                       |
| Pázmánné Kasper Gizella | Benedek háziasszonya            |
| Zilahy Gyula            | vendég Schneiderék estélyén     |
| Vándory Gusztáv         | vendég Schneiderék estélyén     |
| Boray Lajos             | táncoló statiszta az estélyen   |

## Idézetek a filmből
Férj az inashoz: - „Mindennap végig fogja nézni, hogy én nem szmokingban eszem a vacsorát, hanem ingujjban. És a libasülthöz hagymát eszek. Mindenhez. A hagymához is hagymát eszek. A halat pedig késsel fogom enni. Két késsel.”
Férj a feleséghez: - "Az, hogy engem egyszerre most Mátyásnak nevezel, rendben van! De hogy én, a saját marhapörköltem tiszteletére szmokingot vegyek föl, soha!"

## A film készítése
Ez volt Kabos Gyula első hangosfilmje. A filmesek a párhuzamos vágással is a felpörgetett cselekményvezetést részesítették előnyben.
A magyar hangosfilm történet első nagy slágere, a Pá kis aranyom, pá... című szám ebben a filmben hangzott el.
Sokan még ma is úgy hiszik, hogy a Hyppolit volt az első magyar hangosfilm. Valójában néhány hónappal a Hyppolit forgatását megelőzően 1931 tavaszán a Hunnia már elkészítette Jávor Pállal A kék bálvány c. filmkomédiát, de a filmet csak az év szeptemberében vetítették a filmszínházak. Mivel A kék bálvány nem hozta meg a várt sikert, ellentétben a Hyppolittal, ezért hamar feledésbe merült.